# Valle Crucis Abbey
Valle Crucis Abbey är en fornlämning i Storbritannien.   Den ligger i kommunen Denbighshire och riksdelen Wales, i den södra delen av landet, 260 km nordväst om huvudstaden London. Valle Crucis Abbey ligger 95 meter över havet.
Terrängen runt Valle Crucis Abbey är huvudsakligen lite kuperad. Valle Crucis Abbey ligger nere i en dal. Runt Valle Crucis Abbey är det ganska tätbefolkat, med 60 invånare per kvadratkilometer. Närmaste större samhälle är Wrexham, 14,6 km nordost om Valle Crucis Abbey. Trakten runt Valle Crucis Abbey består i huvudsak av gräsmarker.